# Metrichia similis
Metrichia similis är en nattsländeart som först beskrevs av Oliver S. Flint Jr. 1968.  Metrichia similis ingår i släktet Metrichia och familjen smånattsländor. Inga underarter finns listade i Catalogue of Life.